# Obélisque de Manishtusu
L'obélisque de Manishtusu est une stèle en diorite à quatre côtés.
La stèle est en forme d'obélisque de forme pyramidale. Son sommet est endommagé et les inscriptions sont en akkadien.
L'obélisque a été érigé par Manishtusu, fils de Sargon d'Akkad, de l'Empire d'Akkad.
En tant que trophée de guerre, la stèle a été transportée à Suse par le roi élamite Shutruk-Nahhunte au XIIe siècle av. J.-C. Découverte par Jacques de Morgan, elle est désormais conservée au musée du Louvre.

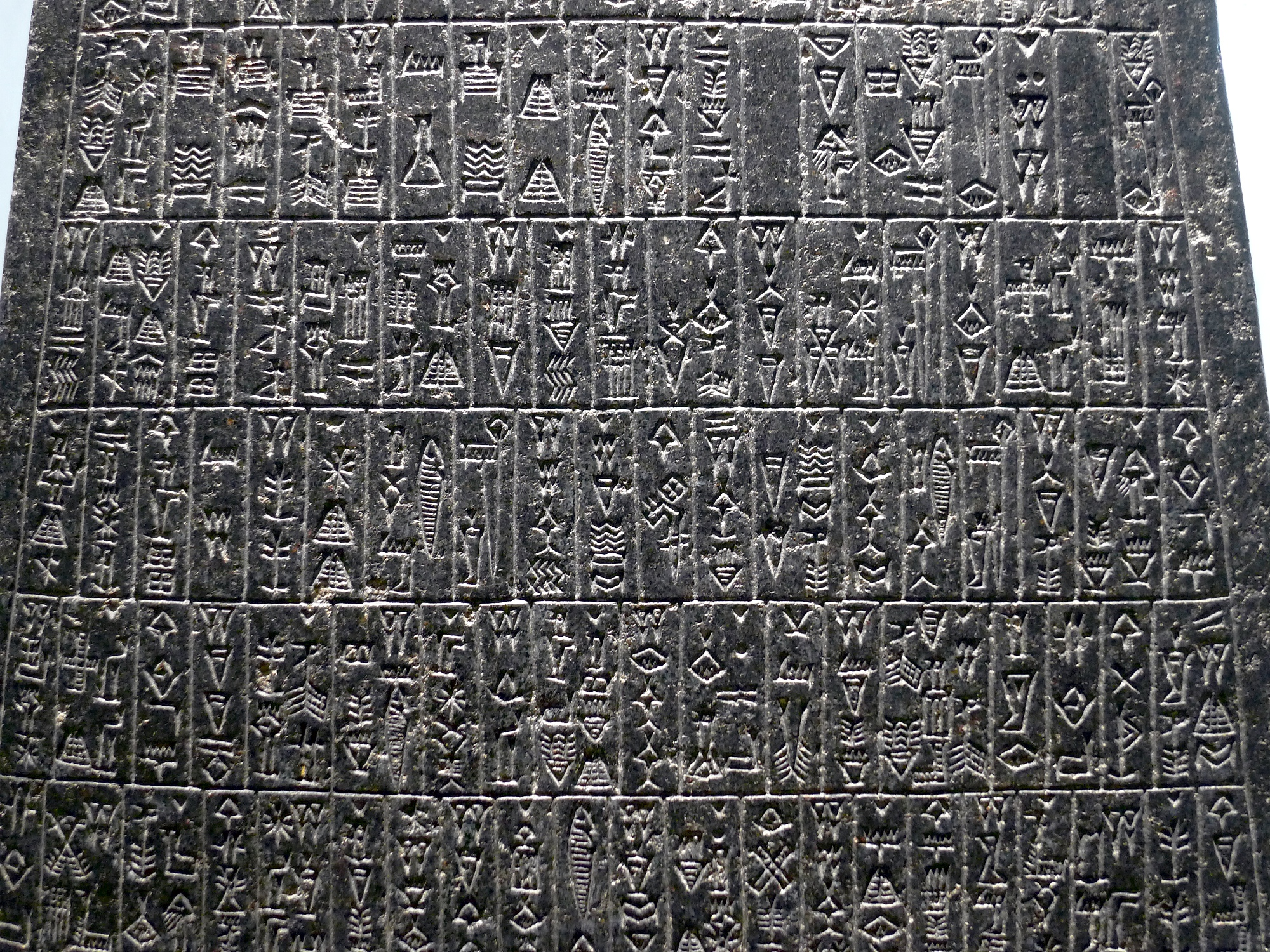
Détail de l'obélisque de Manishtusu.